# Uniwersytet Rolniczy im. Hugona Kołłątaja w Krakowie
Uniwersytet Rolniczy im. Hugona Kołłątaja w Krakowie – publiczna uczelnia w Krakowie, powstała w 1953 jako Wyższa Szkoła Rolnicza ze zlikwidowanych dwóch wydziałów Uniwersytetu Jagiellońskiego: Rolniczego i Leśnego.

## Historia
Początki wyższego szkolnictwa rolniczego w Krakowie datują się na koniec XVIII wieku. W 1776 r. Hugo Kołłątaj, prekursor oświecenia i reformator systemu edukacyjnego, w swoim memoriale O wprowadzeniu dalszych nauk do Akademii Krakowskiej proponował, by postulat utworzenia Katedry Rolnictwa został wpisany do projektu reform Szkoły Głównej Koronnej. Wizja Kołłątaja została zrealizowana dopiero kilkadziesiąt lat później. W 1806 r. w Krakowie powstała Katedra Rolnictwa, która istniała tylko do 1809 r. W okresie następnych kilkudziesięciu lat, liczne starania i postulaty o powołanie uczelni o profilu rolniczym nie dały żadnych rezultatów.
Przerwa w nauczaniu rolnictwa w Krakowie trwała aż do 1890 r., kiedy to przy Wydziale Filozoficznym Uniwersytetu Jagiellońskiego powstało 3-letnie Studium Rolnicze. Jego dyrektorem w 1892 został mianowany jego współorganizator – profesor Emil Godlewski – botanik, fizjolog, chemik, współtwórca polskiej fizjologii roślin. Stanowisko to prof. Godlewski piastował przez 16 lat. Przy jego dużym współudziale w Krakowie w latach 1906–1910 został wybudowany i oddany do użytku na potrzeby Studium Rolniczego gmach Collegium Agronomicum, budynek zlokalizowany przy Alei Mickiewicza 21, w którym od lat mieści się siedziba Rektorów i Senatu Uniwersytetu Rolniczego i który nosi imię profesora E. Godlewskiego.
Studium działało do 1923 r., kiedy zostało przekształcone w Wydział Rolniczy Uniwersytetu Jagiellońskiego. W okresie trzydziestu jeden lat funkcjonowania Studium wykształciło 573 absolwentów.
Jako Wydział Rolniczy UJ istniał do czasu wybuchu II wojny światowej.
W okresie okupacji niemieckiej w ramach Sonderaktion Krakau ucierpiał dr Anatol Listowski, przed wojną adiunkt, wykładowca odmianoznawstwa roślin w Katedrze Hodowli Roślin Wydziału Rolnego UJ, który po 2 latach spędzonych w obozach koncentracyjnych w Sachsenhausen i Dachau, zwolniony dzięki zabiegom opinii międzynarodowej powrócił do Krakowa. Jemu to właśnie w 1943 rektor konspiracyjnego UJ prof. Władysław Szafer zlecił zorganizowanie tajnego Wydziału Rolniczego UJ i powierzył jego kierowanie.
Po wojnie, w 1945 r. Wydział Rolniczy wznowił swoją oficjalną działalność. W 1946 został przekształcony w Wydział Rolniczo-Leśny UJ.
W 1949 r. wyodrębniono Wydział Leśny jako osobny samodzielny wydział w ramach UJ.
W 1953 r. nastąpiły kolejne zmiany – na bazie Wydziału Rolniczego i Wydziału Leśnego oraz nowo utworzonego Wydziału Zootechnicznego powołano Wyższą Szkołę Rolniczą, która stała się samodzielną jednostką naukowo-dydaktyczną niezależną od UJ (uchwała nr 565 Rady Ministrów z 29 lipca 1953). W miarę rozwoju uczelni powstawały w jej ramach kolejne wydziały:
- w 1955: Wydział Melioracji Wodnych
- w 1963: Wydział Leśny – ponownie reaktywowany,
- w 1968: Wydział Ogrodniczy,

W 1972 r. Wyższa Szkoła Rolnicza przemianowana została na Akademię Rolniczą. W 1978 roku, w 25-lecie istnienia, uczelnia uznaje za swojego patrona Hugona Kołłątaja – prekursora nauk rolniczych w Polsce.
Rozwój uczelni trwał nadal, powstawały kolejne wydziały:
- w 1973: Zamiejscowy Wydział Ekonomiki i Obrotu Rolnego w Rzeszowie, który w 2001 jako Wydział Ekonomii Akademii Rolniczej został włączony do Uniwersytetu Rzeszowskiego,
- w 1977: Mechanizacji i Energetyki Rolnictwa
- w 1994: Technologii Żywności

Ustawą z dnia 7 lutego 2008 r. w sprawie nadania nowych nazw niektórym akademiom rolniczym (Dz. U. nr 52, poz. 300 z dn. 27 marca 2008 r.) 11 kwietnia 2008 uczelnia uzyskała status Uniwersytetu Rolniczego im. Hugona Kołłątaja w Krakowie. Jednocześnie od 11 kwietnia 2008 obowiązuje nowy wzór herbu, chorągwi i pieczęci zatwierdzony uchwałą Senatu AR nr 26/2008 z dn. 20 marca 2008 r.

## Wydziały

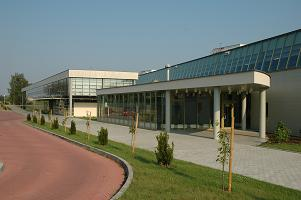
Budynek Wydziału Technologii Żywności

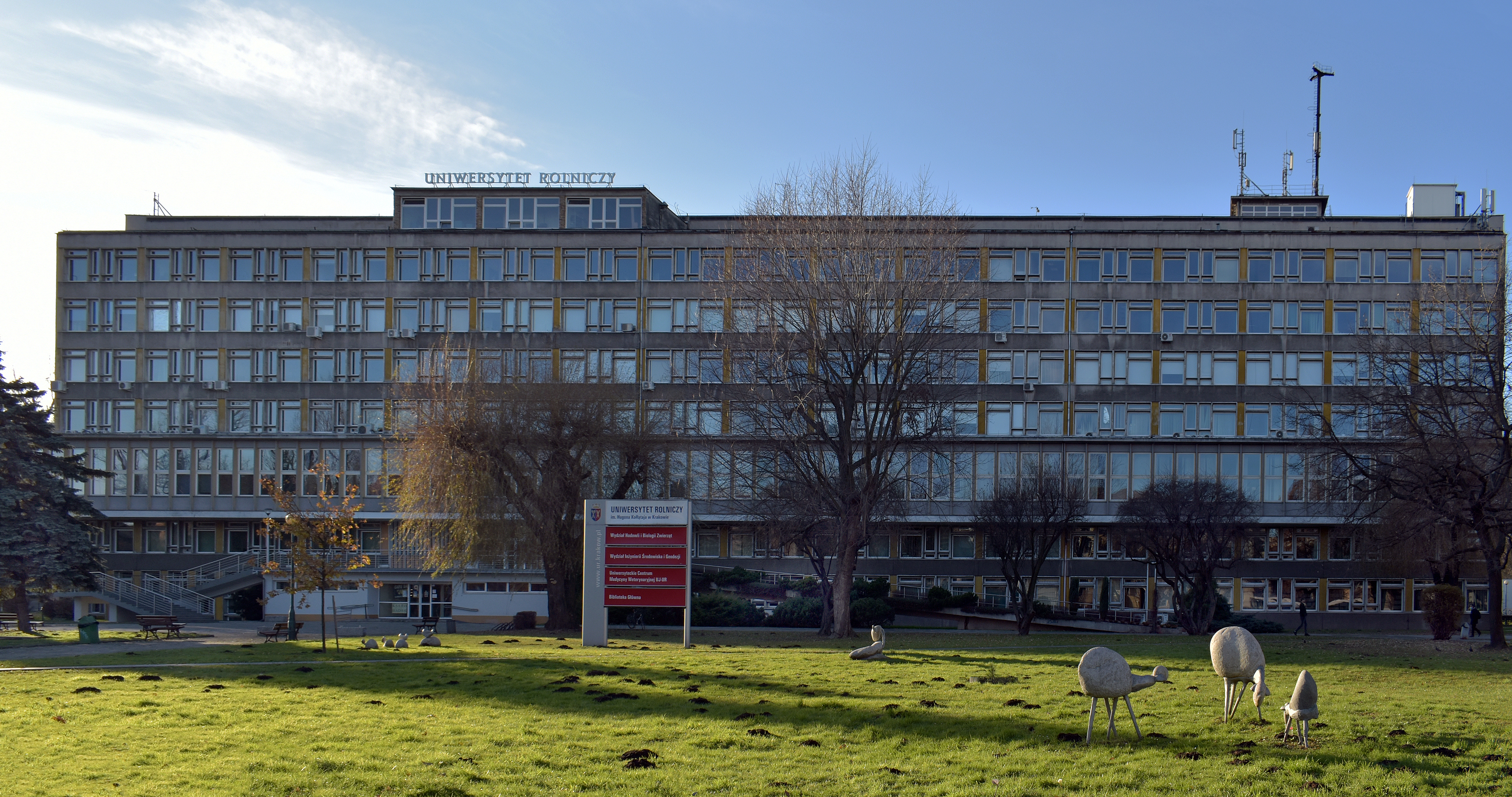
Budynek Wydziału Hodowli i Biologii Zwierząt
al. Mickiewicza 24-28

Obecnie Uniwersytet Rolniczy im. Hugona Kołłątaja w Krakowie posiada następujące wydziały i kierunki studiów:
- Rolniczo-Ekonomiczny
  - Rolnictwo
  - Ochrona środowiska
  - Zarządzanie
  - Ekonomia
  - Biogospodarka
- Hodowli i Biologii Zwierząt
  - Zootechnika
  - Biologia
  - Bioinżynieria zwierząt
  - Etologia i psychologia zwierząt
- Leśny
  - Leśnictwo
- Inżynierii Środowiska i Geodezji
  - Inżynieria środowiska
  - Inżynieria i gospodarka wodna
  - Geodezja i kartografia
  - Architektura krajobrazu
  - Gospodarka przestrzenna
- Biotechnologii i Ogrodnictwa
  - Ogrodnictwo
  - Biotechnologia
  - Sztuka ogrodowa
  - Technologia roślin leczniczych i prozdrowotnych
  - Bioinformatyka i analiza danych
- Inżynierii Produkcji i Energetyki
  - Inżynieria mechatroniczna
  - Odnawialne źródła energii i gospodarka odpadami
  - Zarządzanie i inżynieria produkcji
  - Transport i logistyka
- Technologii Żywności
  - Technologia żywności i żywienie człowieka
  - Dietetyka
  - Browarnictwo i słodownictwo
  - Gastronomia i catering dietetyczny
- Uniwersyteckie Centrum Medycyny Weterynaryjnej UJ-UR
  - Weterynaria

Jednostki ogólnouczelniane i międzyuczelniane
- Biblioteka Główna
- Wydawnictwo Uniwersytetu Rolniczego w Krakowie
- Studium Doktoranckie. ur.krakow.pl. [zarchiwizowane z tego adresu (2013-11-10)].
- Studium WF. swf.ur.krakow.pl. [zarchiwizowane z tego adresu (2013-11-10)].
- Studium Języków Obcych
- Centrum Szkolenia LZD w Krynicy Zdroju. krynica.ur.krakow.pl. [zarchiwizowane z tego adresu (2013-11-10)].
- Leśny Zakład Doświadczalny w Krynicy Zdroju. lzdkrynica.ur.krakow.pl. [zarchiwizowane z tego adresu (2013-11-10)].
- Biuro Karier i Kształcenia Praktycznego
- Uniwersyteckie Centrum Medycyny Weterynaryjnej UJ i UR w Krakowie. wet.ur.krakow.pl. [zarchiwizowane z tego adresu (2012-09-23)].
- Europejskie Centrum Badawcze Drobnych Gospodarstw Rolnych. ecbdgr.ur.krakow.pl. [zarchiwizowane z tego adresu (2013-11-10)].
- Centrum Badawcze Ochrony i Rozwoju Ziem Górskich
- Centrum Transferu Technologii. ctt.ur.krakow.pl. [zarchiwizowane z tego adresu (2013-11-10)].
- Centrum Kształcenia Ustawicznego. cku.ur.krakow.pl. [zarchiwizowane z tego adresu (2013-11-10)].
- Centrum Kultury Studenckiej. cks.ur.krakow.pl. [zarchiwizowane z tego adresu (2013-11-10)].
- Biuro Informacji i Promocji. ur.krakow.pl. [zarchiwizowane z tego adresu (2013-11-10)].

### Organizacje
- Uczelniana Rada Samorządu Studentów URK
- Samorząd Doktorantów
- Stowarzyszenie Wychowanków Uniwersyteckich Studiów Rolniczych w Krakowie. wychowankowie.ur.krakow.pl. [zarchiwizowane z tego adresu (2013-11-15)].
- Stowarzyszenie Absolwentów Wydziały Inżynierii Produkcji i Energetyki. wipie.ur.krakow.pl. [zarchiwizowane z tego adresu (2013-11-10)].
- Chór Uniwersytetu Rolniczego w Krakowie
- Fundacja Uniwersytetu Rolniczego im. Hugona Kołłątaja w Krakowie. fundacja.ur.krakow.pl. [zarchiwizowane z tego adresu (2013-11-10)].
- Studencki Zespół Góralski – „Skalni”. skalni.ur.krakow.pl. [zarchiwizowane z tego adresu (2013-11-10)].
- Klub Akademicki „Arka”

### Koła naukowe
- Koło Naukowe Rolników
- Koło Naukowe Ekonomistów
- Koło Naukowe Leśników
- Koło Naukowe Zootechników
- Koło Naukowe Biologów
- Koło Naukowe Rybaków
- Koło Naukowe Inżynierii Środowiska
- Koło Naukowe Inżynierii i Gospodarki Wodnej
- Koło Naukowe Geodetów – Sekcja Fotogrametryczna
- Koło Naukowe Ogrodników
- Koło Naukowe Inżynierii Produkcji i Energetyki
- Koło Naukowe Technologów Żywności. wtz.ur.krakow.pl. [zarchiwizowane z tego adresu (2013-11-10)].
- Koło Naukowe Architektów Krajobrazu

Studia doktoranckie umożliwiają uzyskanie stopnia naukowego:
- doktora nauk technicznych w zakresie geodezji i kartografii
- doktora nauk rolniczych w zakresie: agronomii, zootechniki, kształtowania środowiska, ogrodnictwa, inżynierii rolniczej, technologii żywności i żywienia
- doktora nauk leśnych w zakresie leśnictwa.

## Władze uczelni

### Kadencja 2024–2028
- Rektor
  - dr hab. inż. Sylwester Tabor, prof. UR
- Prorektorzy[4]
  - prof. dr hab. inż. Andrzej Sechman(inne języki) – Prorektor ds. Współpracy, I zastępca rektora
  - prof. dr hab. inż. Ewa Błońska – Prorektor ds. Ogólnych
  - prof. dr hab. inż. Marcin Rapacz(inne języki) – Prorektor ds. Nauki
  - dr hab. inż. Andrzej Bogdał(inne języki), prof. UR – Prorektor ds. Kształcenia

### Poczet rektorów
- 1953–1962 – prof. dr Józef Kubica
- 1962–1971 – prof. dr Tadeusz Ruebenbauer
- 1971–1981 – prof. dr Tadeusz Wojtaszek
- 1981–1984 – prof. dr hab. Tomasz Janowski
- 1984–1985 – prof. dr hab. Piotr Zalewski
- 1985–1989 – prof. dr hab. Władysław Bala
- 1989–1990 – prof. dr hab. Piotr Zalewski
- 1990–1993 – prof. dr hab. Barbara Skucińska
- 1993–1999 – prof. dr hab. Kazimierz Kosiniak-Kamysz
- 1999–2005 – prof. dr hab. Zbigniew Ślipek
- 2005–2012 – prof. dr hab. Janusz Żmija
- 2012–2020 – prof. dr hab. Włodzimierz Sady
- od 2020 – dr hab. inż. Sylwester Tabor, prof. UR

## Doktorzyhonoris causa
- Emil Godlewski (1927)
- Roman Prawocheński (1961)
- John Hammond (1963)
- Tadeusz Mann (1973)
- Szczepan Pieniążek (1973)
- Tadeusz Lityński(inne języki) (1976)
- Piotr Wawiłow(inne języki) (1978)
- Charles Thibaut (1979)
- Franciszek Górski (1981)
- Zdeněk Sova (1985)
- Józef Kubica (1986)
- Ulrich Flury (1987)
- Tadeusz Ruebenbauer (1988)
- Jan Caputa(inne języki) (1988)
- Warren Gabelman (1990)
- Wiliam Allen (1990)
- Janusz Haman (1990)
- Jan Rapacz (1991)
- Dieter Strauch (1991)
- Stanisław Pabis (1993)
- Antonio Lauria (1993)
- Witold Niewiadomski (1997)
- Andrzej Hopfer (1997)
- abp Józef Kowalczyk (1999)
- Jan Kisza (2001)
- Saturnin Zawadzki (2002)
- Jerzy Strzeżek (2003)
- Teofil Mazur (2003)
- Philipp B. Simon (2003)
- Ignacy Jaworowski (2004)
- Stanisław Kostrzewa (2005)
- Jan Boczek (2006)
- Stanisław Urban (2006)
- Wojciech Ziętara (2007)
- Peter Oeltgen (2008)
- Andrzej Dubas (2009)
- Wacław Leszczyński (2009)
- Dušan Húska (2010)
- Janusz Lipecki (2011)
- Tadeusz Szulc (2011)
- Peter Bielik (2012)
- Konrad Magnuski (2012)
- Bogdan Klepacki (2014)
- Andrzej Grzywacz (2014)
- Marcin Barlik (2015)
- Ryszard Tadeusiewicz (2015)
- Arieh Gertler (2017)
- Andrzej Kotecki (2021)

(na podstawie materiału źródłowego)